# Dan Câmara
Dan Câmara (Rio Branco, 24 de agosto de 1965) é um policial militar e político brasileiro filiado ao Podemos (PODE). Atualmente cumpre seu primeiro mandato como deputado estadual do Amazonas.

## Biografia
Dan Câmara nasceu em Rio Branco, capital do Acre, no ano de 1965. É irmão de Silas Câmara, então deputado federal pelo estado do Amazonas. Também é irmão dos pastores Jonatas e Samuel Câmara.

## Trejetória política
Nas eleições de 2020, Dan foi candidato ao cargo de vereador da cidade de Presidente Figueiredo pelo Republicanos. Com 100% das urnas eletrônicas apuradas, ele recebeu 105 votos, sendo não eleito.
Em 2 de outubro de 2022, foi eleito deputado estadual do Amazonas. Com as urnas eletrônicas apuradas, ele recebeu 21.770 votos ou 1,10% dos votos válidos, sendo o 28º candidato com maior número de votos do Amazonas.

### Desempenho em eleições
| Ano  | Eleição                            | Partido      | Candidato a       | Votos  | %    | Resultado  | Observações         | Ref.  |
| ---- | ---------------------------------- | ------------ | ----------------- | ------ | ---- | ---------- | ------------------- | ----- |
| 2020 | Municipal em Presidente Figueiredo | Republicanos | Vereador          | 105    | 0,57 | Não eleito | Ficou em 51º lugar  | [ 4 ] |
| 2022 | Estadual no Amazonas               | PSC          | Deputado estadual | 21.770 | 1,10 | Eleito     | Eleito em 28º lugar | [ 5 ] |